# Owl Of Soul
「Owl Of Soul」（オウルオブソウル）は、2016年12月28日にリリースされたコタニキンヤ.の7枚目のシングル（BAD LUCK、コタニキンヤ、キンヤ名義でリリースされた作品を含めると通算18枚目）。発売元はムービック・プロモートサービス。

## 概要
東京都豊島区のローカルヒーロー「フクロウ戦士トシマッハ」テーマソング。カップリングには2010年にリリースしたアルバム『Continuation』収録曲「Continuation」をリアレンジして収録。リリースに先駆けて、2016年12月23日に新所沢THE ROCKで行われた「LIVE BOOMER’16ex「Owl of Soul」リリース記念ワンマン&THE ROCKこけら落としワンマンライブ」にて先行発売された。

## 収録曲
1. Owl Of Soul
  - 作詞：コタニキンヤ.　作曲・編曲：浅倉大介
2. Continuation
  - 作詞：コタニキンヤ.　作曲：清水武仁、丸山真由子　編曲：清水武仁
3. Owl Of Soul（instrumental）

## クレジット
- プロデューサー：Kotani Kinya.、Toshimach Project
- ギター：Takeshi Hirai（#1）
- ギター：Takehito Shimizu（#2）
- ミキシング・エンジニア：Daisuke Asakura（#1）
- ミキシング・エンジニア：Tomonobu Akiba（#2）
- マスタリング・エンジニア：Mitsukazu Tanaka、Moe Kazama
- A&R：Hiroki Ikuma
- スーパーバイザー：Daisuke Asakura